# Potoxylon
Potoxylon es un género monotípico de plantas con flores perteneciente a la familia Lauraceae. Su única especie: Potoxylon melagangai (Symington) Kosterm., es originaria de Asia tropical en Borneo. El género fue descrito por André Joseph Guillaume Henri Kostermans y publicado en Malayan Nature Journal  32: 14 en el año 1978.

## Descripción
Es un árbol de hoja perenne con la hojas dispuestas de forma alterna, coriáceas ,  pinnatinervadas . Las flores son actinomorfas y bisexuales, con 6 tépalos, 9 estambres, el ovario unilocular superior y la inflorescencia en forma de espiga axilar. El fruto es una drupa con forma de baya, elipsoide.

## Sinonimia
- Eusideroxylon melagangai Symington  Icones Plantarum Ser. 5, vol. 5(1), t. 3409. 1940. basónimo[1]